# Junkers Ju 88
Junkers Ju 88 byl německý dvoumotorový víceúčelový bojový letoun. Firma Junkers Flugzeug- und Motorenwerke (JFM) letoun navrhla v polovině třicátých let jako tzv. Schnellbomber (rychlý bombardér), který by byl příliš rychlý pro stíhačky tehdejší doby, které ho měly zachytit. Během vývoje a raných provozních období trpěl řadou technických problémů, ale stal se jedním z nejuniverzálnějších bojových letadel války. Stejně jako řada dalších bombardovacích letounů „Luftwaffe“ sloužil jako bombardér, střemhlavý bombardér, noční stíhač, torpédový letoun, průzkumný letoun, těžký stíhač a na konci války jako létající puma.
Navzdory táhlému vývoji se stal jedním z nejdůležitějších letadel Luftwaffe. Výroba na montážních linkách probíhala nepřetržitě od roku 1936 do roku 1945 a vzniklo kolem 16 000 letounů typu Ju 88 v mnoha variantách, což je více než jakéhokoliv jiného dvoumotorového německého letadla této doby. Během výroby zůstala základní konstrukce letadla nezměněna.

## Vznik a vývoj

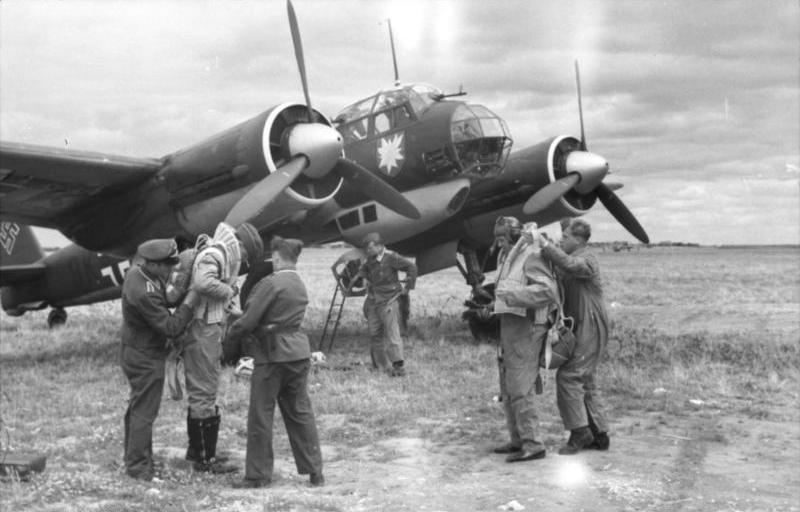
Junkers Ju 88 A-1 od I./KG 51 „Edelweiß“

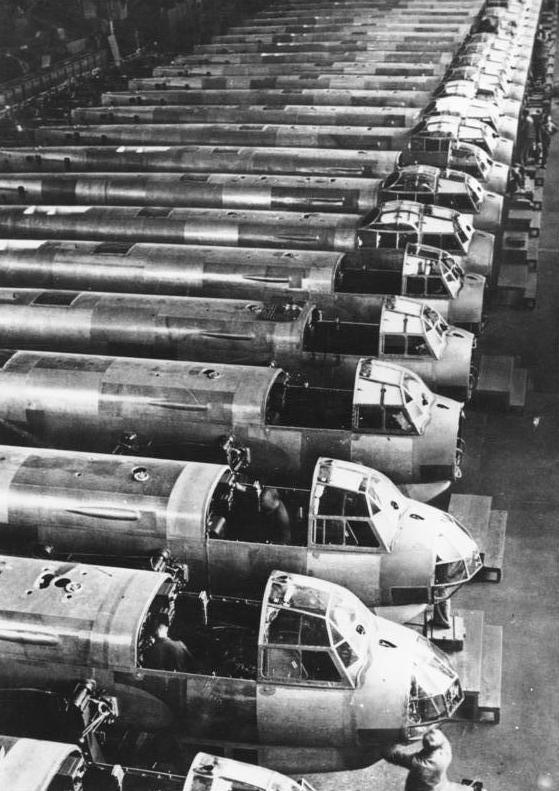
Montážní linka, 1941

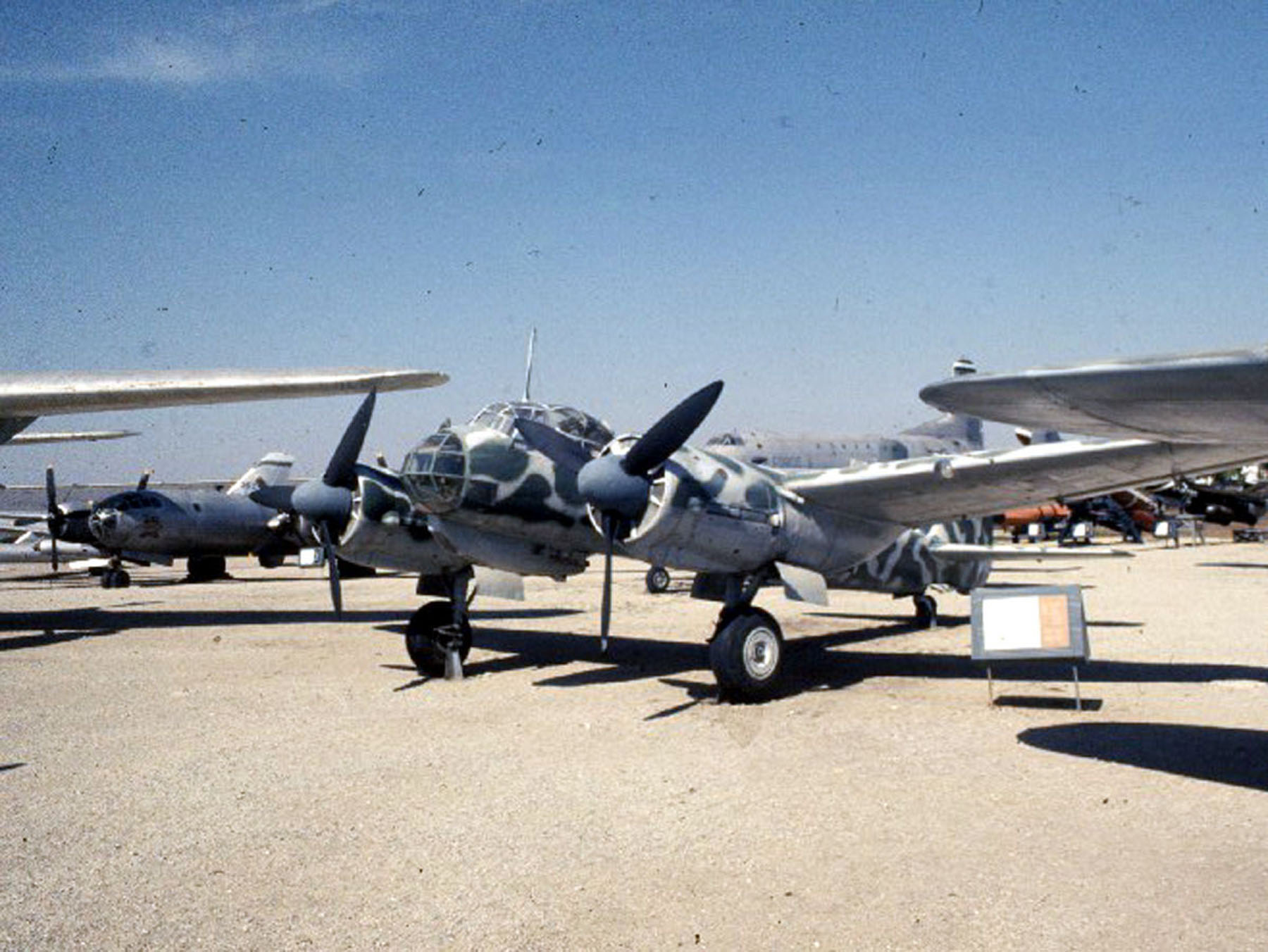
Junkers Ju 88 D-1/Trop

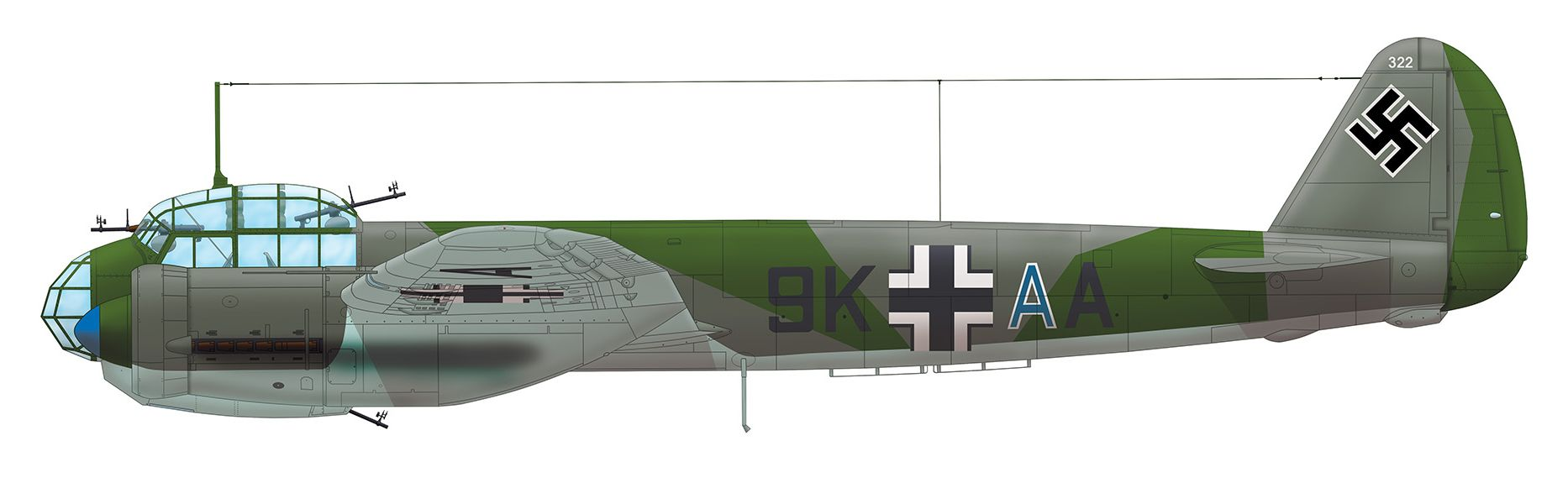
Junkers Ju 88A-1 ze Stab/KG 51 velitele eskadry Obersta J. Kammhubera sestřelený 3. června 1940 francouzskými stíhači. Bombardér nouzově přistál v prostoru jižně od Cocherelu a osádka padla do francouzského zajetí. Po porážce Francie byl Kammhuber propuštěn ze zajetí a později se proslavil jako organizátor noční stíhací obrany říše

Vznikl na základě požadavku německého ministerstva letectví z roku 1935 na tzv. Schnellbomber (rychlý bombardér), který by měl nosnost 500–800 kg pum a maximální rychlost okolo 500 km/h. První prototyp Ju-88 V-1 s dvanáctiválcovým motory DB 600A o výkonu 746 kW vzlétl nad městem Desava v prosinci 1936. Byl to celokovový, obratný středoplošník, který se rychlostí vyrovnal všem tehdejším stíhačkám a mohl si dovolit i akrobacii. Dosahoval rychlosti kolem 580 km/h, ale při plném zatížení (munice atd.) klesla jeho rychlost na 450 km/h. Další prototyp Ju-88 V-6 s motory Jumo 211B-1 v březnu 1939 dosáhl rychlostního rekordu, když na 1000 km dlouhé trati odvezl 2000 kg nákladu při rychlosti 517 km/h.
Na přelomu let 1939 a 1940 se začala vyrábět sériová verze Ju-88 A-1, která byla sice pomalejší než prototyp, ale měla větší nosnost. Stroj měl originálně řešenou přetlakovou kabinu - tzv. Vollschitkanzel, v níž byla soustředěna celá posádka. Předpokládalo se, že taková konfigurace posílí morálku posádky. Nevýhodou však byla stísněnost kabiny, v níž se tlačili 4 členové posádky. Výzbroj tvořily 3 kulomety MG 15: jeden před druhým pilotem pro střelbu dopředu, jeden na ochranu vrchní části zadní polosféry a třetí byl umístěn v nesymetricky uložené pancéřové vaně pod kabinou a chránil spodní část zadní polosféry. 1800–2400 kg pum stroj nesl jednak na závěsnících pod křídly, ale i ve vnitřní pumovnici. Bombardovací Junkersy 88 byly vybaveny i aerodynamickými brzdami pro střemhlavé bombardování. Další verze Ju-88A-2 mohla nést malé raketové motory pro zkrácení startu.
Pozdější verze A-4, měla kromě delších křídel i větší nosnost pum. Pod křídly stroje této verze odnesly po jedné 1000 kg pumě. Během bitvy o Británii se ukázala obranná výzbroj jako nedostatečná a  verze A-4 proto dostala silnější kulomety MG 81 (jeden vpředu, dva vzadu nahoře a jeden nebo dva MG 81Z vzadu dole, někdy i dva na bocích) a ještě jeden MG 131 pro střelbu dopředu. Z této verze vycházelo i mnoho dalších variant, jak bylo stroj určený k odřezávání přehradových balónů, torpédový bombardér nebo těžký stíhač.
Na přelomu let 1943 a 1944 se objevila verze Ju-88S, která dostala výkonné motory BMW 801, měla jen tříčlennou posádku a jen jeden obranný kulomet. Její hlavní obranou byla vysoká rychlost, která strojům umožňovala operovat i přes den. Pozdější verze S dosahovaly rychlosti až 615 km/h. Verze Ju-88 S-2 měla nosnost až 3000 kg pum.
Průzkumná verze D (D-0 až D-5) z roku 1940, byla vybavena třemi kamerami a přídavnými nádržemi. V roce 1944 ji nahradila verze T s hvězdicovými motory. Verze C (C-1 až C-4), odvozená od základní bombardovací verze A-1, byla těžký stíhač. Verze C-4, které bylo vyrobeno asi 100 ks, byla již odvozena od bombardovací verze A-4, měla proto delší křídla a silnější výzbroj. Na strojích verze C-6 se poprvé objevila zbraňová konfigurace označována Schräge Musik, což byly šikmo dopředu střílející kanóny, poměrně účinné proti spojeneckým bombardérům. Některé stroje byly vybaveny radiolokátorem FuG 202. Verze R byla také stíhací, byla však poháněna hvězdicovými motory. Obě tyto stíhací verze v noci často operovaly nad britskými letišti.
Úspěch získala také noční stíhací verze G, která se do výzbroje dostala koncem roku 1943. Tento typ měl zesílené ocasní plochy, vylepšenou pancéřovou ochranu a nové motory BMW 801. Neměl prosklenou přední část kabiny ani spodní pancéřovou vanu, místo toho však mohl nést baterii kanónů MG 151/20 ráže 20 mm. Původně se počítalo se šesti, ale později musel být jejich počet snížen na 4, protože při střelbě byla posádka jejich záblesky oslňována. Pasivní obranu tvořil jeden dozadu střílející kulomet MG 131. Stroje také dostaly radary FuG 202 Lichtenstein B/C, či FuG 212 Lichtenstein C-1 a FuG 220 Lichtenstein SN-2. Také mohly nést zařízení FuG 227 Flensburg. Ju-88 této verze často pronásledovaly britské bombardéry až nad jejich domovské základny. Jeden stroj tak omylem přistál na anglickém letišti a Britům se tak do rukou dostalo zařízení Flensburg, které bylo naváděné na jejich výstražné radary Monica. Ty se proto zanedlouho přestaly používat. Němci také vzácně používali radiolokátor FuG 228 Lichtenstein, který měl měnitelnou frekvenci, což podstatně ztěžovalo jeho rušení. Na Ju-88 byly nainstalovány i mnohé jiné přístroje včetně FuG 240 Berlin v závěru války, což byla kopie britského zařízení H2S ukořistěného z jednoho ze sestřelených britských bombardérů. Verze G-6, která se objevila v polovině roku 1944, dostala opět řadové motory (Jumo 213A-1) a šikmo pálící kanóny Schräge Musik. Noční stíhací verze Ju-88 zničily více spojeneckých nočních bombardérů, než všechny ostatní typy dohromady. Od verze G byla odvozena i průzkumná verze H.
Poslední verze byla označena P a měla sloužit v boji proti tankům, na co byla vybavena protitankovým kanónem PaK 40 ráže až 75 mm (verze P-1) nebo lehčím 37 mm BK 3,7 (verze P-2) nebo BK 5 ráže 50 mm (verze P-4). Němci laborovali i s výzbrojí jako byly plamenomety (např. NSGr 2) a raketomety (např. RZ 65), tyto komplikované experimenty však přerušil konec války.
Před koncem války Němci vyrobili i několik speciálních Junkersů 88 přestavěných na bezpilotní létající pumy tzv. Mistel. Stroje byly naloženy výbušninami a řízeny byly z menšího stíhacího stroje (Bf 109 nebo Fw 190) připevněného z vrchu zvláštní konstrukcí k jejich trupu. Pilot stíhačky nejprve doletěl s celým mistely k cíli, na který nasměroval stroj, oddělil se od Junkersu a unikl. Mistel letěl nasměrován na cíl udržujíc směr pomocí gyroskopů.
Celkem bylo vyrobeno asi 15 000 ks Ju-88 všech verzi. Jako další vývojové typy vznikly stroje Ju 188 a Ju 388.

## Specifikace (Ju 88 A-4)

### Technické údaje
- Osádka: 4
- Rozpětí: 18 m (později 20 m)
- Délka: 14,4 m
- Výška: 4,85 m
- Nosná plocha: 47,8 m²
- Hmotnost prázdného stroje: 8000 kg
- Maximální vzletová hmotnost: 14 000 kg
- Pohonné jednotky: 2× dvanáctiválcový vidlicový invertní motor Junkers Jumo 211J
- Výkon pohonné jednotky: 1340 k

### Výkony
- Maximální rychlost: 430 km/h (s nákladem pum), 500 km/h (bez pum)
- Dostup: 8200 m
- Bojový dolet: 2030 km

### Výzbroj
- až 7 kulometů ráže 7,92 mm (někdy i ráže 13 mm)
- do 3000 kg pum